# Pielgrzymowo (gromada)
Pielgrzymowo – dawna gromada, czyli najmniejsza jednostka podziału terytorialnego Polskiej Rzeczypospolitej Ludowej w latach 1954–1972.
Gromady, z gromadzkimi radami narodowymi (GRN) jako organami władzy najniższego stopnia na wsi, funkcjonowały od reformy reorganizującej administrację wiejską przeprowadzonej jesienią 1954 do momentu ich zniesienia z dniem 1 stycznia 1973, tym samym wypierając organizację gminną w latach 1954–1972.
Gromadę Pielgrzymowo z siedzibą GRN w Pielgrzymowie utworzono – jako jedną z 8759 gromad na obszarze Polski – w powiecie nidzickim w woj. olsztyńskim na mocy uchwały nr 19 WRN w Olsztynie z dnia 4 października 1954. W skład jednostki weszły obszary dotychczasowych gromad Pielgrzymowo, Zaborowo i Zalesie oraz miejscowości Olszewo i Olszewko (główny obszar wsi, położony na południe od drogi Nidzica-Łysakowo) z dotychczasowej gromady Olszewo ze zniesionej gminy Kozłowo, a także obszar dotychczasowej gromady Piątki ze zniesionej gminy Szkudaj w tymże powiecie. Dla gromady ustalono 10 członków gromadzkiej rady narodowej.
1 stycznia 1960 z gromady Pielgrzymowo wyłączono wieś Piątki, włączając ją do znoszonej gromady Magdaleniec w tymże powiecie.
Gromadę zniesiono 31 grudnia 1961, a jej obszar włączono do gromad Kozłowo (wsie Pielgrzymowo, Zaborowo i Zalesie oraz PGR Cebulki) i Nidzica (wsie Olszewo i Rozdroże) w tymże powiecie.